# Lip Bumper
Ein Lip Bumper ist eine – entweder festsitzende oder herausnehmbare – kieferorthopädische Apparatur zur Verlängerung der Zahnbogenlänge oder Aufrichtung der Molaren.
Es handelt sich hierbei um einen Drahtbogen in Form eines U. Seine Enden werden in die Röhrchen der ersten bzw. zweiten Molaren eingeschoben. Sein Vorderteil liegt wenige Millimeter vor den Alveolarfortsätzen der Frontzähne.
Eine Distalisierung erreicht man durch eine Übertragung von Kräften von den Weichteilen auf die Molaren.